# 三岐駅
三岐駅（サムギえき、朝鮮語: 삼기역）は、朝鮮民主主義人民共和国咸鏡南道徳城郡にある駅で、徳城線に属する。 

## 隣の駅
徳城線
島坪駅 - 三岐駅 - 松中駅